# Ignacio Alfonso Cavada
Ignacio Alfonso Cavada (La Serena, Chile, ? – Santiago de Chile, 1891) fue un abogado y alcalde de La Serena.

## Vida
Nació y estudió en La Serena, sus padres fueron Manuel Alfonso Rodríguez y Agustina Cavada Meléndez. Sus hermanos fueron los también políticos José Andrés Alfonso y Antonio Alfonso. Se recibió de abogado en 1855.
Participó en el sitio de La Serena en 1851, donde fue herido en la cabeza, y en el Combate de Peñuelas durante el mismo enfrentamiento.
Fue alcalde de La Serena en 1858.
Formó en el batallón Coquimbo que se agrupó en 1859 y combatió en la batalla de Cerro Grande, pero no se vio afectada su carrera como ocurrió con sus hermanos.
Ignacio Alfonso es uno de los fundadores de la logia masónica "Luz y Esperanza" en 1874, siendo uno de los gestores en la adquisición de la sede en La Serena ubicada en calle Los Carrera con Eduardo de la Barra.
Casó en primeras nupcias el 6 de febrero de 1850 con Andrea Concha Pizarro, al enviudar vuelva a casar el 27 de diciembre de 1875 con Rosa Barraza Carmona. En ambos matrimonios no tuvo descendencia.
Falleció en Santiago en 1891.